# Amblyomma varanense
Amblyomma varanense (лат.) — вид клещей из семейства иксодовых (Ixodidae).

## Распространение
Клещи этого вида встречаются в Южной и Юго-Восточной Азии: Пакистан, Индия, Шри-Ланка, Мьянма (Бирма), остров Наркондам, Никобарские острова, Таиланд, Камбоджа, Вьетнам, Сингапур, Малайзия, Индонезия (Суматра, Ява, Линга, Бавеан, Флорес, Борнео, Тернате), Филиппины.
Случай заноса в Польшу.
Один экземпляр этого вида, был обнаружен на полосатом варане (Varanus salvator), привезенном из Индонезии.

## Экология
Специфическими хозяевами для клещей этого вида являются рептилии. Наиболее часто A. varanense обнаруживают на представителях семейств ложноногих (Boidae), питонов (Pythonidae), сухопутных черепах (Testudinidae), варановых (Varanidae) и гадюковые (Viperidae). Отмечено прокармливание А. varanense на птицах и млекопитающих, в том числе на парнокопытных (Artiodactyla), псовых (Canidae) и кошачьих (Felidae).